# 西域构造域
西域构造域是早古生代（寒武纪、奥陶纪、志留纪的合称）中国五个构造域之一，因为它们在志留纪末期碰撞拼合成一个完整的西域板块而得名。
西域构造域是一个过渡性的构造域，它包括塔里木板块、阿拉善地块、中祁连地块、柴达木地块、化隆地块、西昆仑中部地块等板块或地块，其中面积最大、最重要的是塔里木板块、阿拉善地块和柴达木地块。
在中元古代初期，西域构造域各板块和地块与中朝板块拼合在一起，在构造运动、古生物和古地磁上表现出亲中朝的特征，因而与中朝板块共同组成亲中朝构造域，是中元古代中国四个构造域之一。但在中元古代，塔里木板块、柴达木地块和古中朝板块（包括阿拉善地块）之间发生裂陷，而彼此分离成三部分，但间距不远。三者在青白口纪一度再次拼合成一体，但在南华纪-震旦纪再次裂陷，阿拉善地块也在这时裂陷出来，从此西域构造域各板块或地块开始远离中朝板块，靠近扬子板块，而表现出亲扬子的特征。奥陶纪至志留纪早期，西域构造域各板块或地块彼此更加远离，但在志留纪晚期它们又相互会聚、碰撞，形成祁连-阿尔金碰撞带，从而拼合成西域板块。这些构造活动，在中国称为祁连运动，或者借用欧美地区的术语，称为加里东运动。
西域板块独立存在的时间并不长，仅在泥盆纪时保持了一定的孤立状态。到早石炭世至早二叠纪末期，它即和亲西伯利亚构造域各地块及中朝板块一起与劳亚板块发生碰撞，形成天山-兴安碰撞带，而合并到劳亚板块之上。这个构造活动，在中国称为天山运动，或者借用欧美地区的术语，称为海西运动或华力西运动。